# Selección de fútbol de Kalmukia
La Selección nacional de fútbol de Kalmukia es el representativo nacional de este país y de los kalmukios fuera de él. Su organización está acargo de la Asociación Nacional de Fútbol Kalmukio, ya  no es miembro de la FIFA ni de la UEFA, así que sus partidos no son reconocidos por esas entidades.
La selección de Kalmukia estuvo inactiva por largo tiempo, hasta que en 2000, el presidente de Kalmukia organizó un partido entre ellos y la Crimea, a jugarse en el Estadio Nacional de Kalmukia en Elistá. El 30 de noviembre de 2006, Kalmukia gana su primer partido internacional, por un marcador favorable de 2-1. Después de ese partido la selección de Kalmukia ha estado semiactiva, siendo sus partidos más importantes los que disputó ante la Laponia y Chechenia, todos estos en 2007. El primero lo perdieron por 3-0, propinado por Laponia, mientras, que ante Chechenia, la cuenta favorable por 4-0.

## Partidos
| Fecha                   | Estadio                      | Lugar            | Competición |          | Rival     | Resultado |
| ----------------------- | ---------------------------- | ---------------- | ----------- | -------- | --------- | --------- |
| 2000                    | Estadio Nacional de Kalmukia | Elistá, Kalmukia | Amistoso    | Kalmukia | Crimea    | -         |
| 30 de noviembre de 2006 |                              |                  | Amistoso    | Kalmukia |           | 2-1       |
| 2007                    |                              |                  | Amistoso    | Kalmukia | Laponia   | 0-3       |
| 2007                    |                              |                  | Amistoso    | Kalmukia | Chechenia | 4-0       |